# Hypolimnas murrayi
Hypolimnas murrayi är en fjärilsart som beskrevs av Butler 1883. Hypolimnas murrayi ingår i släktet Hypolimnas och familjen praktfjärilar. Inga underarter finns listade i Catalogue of Life.